# 正木通綱
正木 通綱（まさき みちつな）は、戦国時代の武将。里見氏の家臣。正木時茂・時忠の父。別名は時綱（ときつな）。通称は弥次郎、大膳亮。安房国山之城（現在の千葉県鴨川市）城主（異説あり）。

## 出自
その出自について確定はしていない。三浦時高（義高）の子、その養子の三浦義同の子、義同の弟の三浦義時の子と諸説ある。
第一の説によれば明応3年（1494年）の三浦氏の内紛で時高が義同に殺害された時に、第二の説に拠れば、永正13年（1516年）に北条早雲によって三浦氏が滅ぼされた時に、幼児であった通綱が安房国正木郷に落ち延びて、成長した後に、三浦氏と友好関係にあった里見氏によって重臣に抜擢されたと言われている。第三の説によれば、義同の実父でまた時高の養子でもあった三浦高救が、養父によって廃嫡された後に安房に奔り、その子義時が正木姓を名乗って里見氏に臣従し、その実子あるいは婿養子が通綱であるというものである。
だが、第一の説の唱える内紛について発生の事実そのものを証明する文献などは無く、第二の説では子供達の生没年と合致せず、第三の説では義時の実在が証明できないために、こうした説は後年紀州徳川家の重臣となった子孫（三浦長門守家）が、自らを三浦氏の嫡流とした系譜を創作した可能性が指摘されている。また、古文書によれば、内房地域の水軍勢力に三浦氏の一族と思われる武士達が存在しており、その中に正木氏の存在も確認される。通綱も元は、こうした水軍を率いた三浦氏庶流の武将の一人であったものと思われる。

## 生涯
里見義通から一字拝領を受けて通綱と名乗り、その弟である里見実堯の配下の将として上総国へと侵攻している。永正5年（1508年）に造営された安房国鶴谷八幡宮の棟札には「副帥（関東の副将軍＝古河公方の補佐役）源（里見） 義通」に続いて「国衙奉行平（正木） 通綱」の署名が記されている。その後も義通の後を継いだ里見義豊の命を受けて武蔵国品川湊への攻撃を指揮しており、安房国長狭郡及び三原・正木の2郷を領するなど、急速に里見氏の家中で発言力を増したが、実堯と義豊の関係が不穏になると、実堯に近い通綱に対しても譜代の重臣の反発が高まるようになる。
こうした状況の下で、実堯が北条氏と通じているとの風評が流れたため、天文2年（1533年）7月27日、義豊によって稲村城で実堯ともども殺害された（稲村の変）。なお、『寛政重修諸家譜』では、通綱が実堯の子・義堯を擁して謀反を企てているとの糟谷石見守の讒言を受け、これを信じた義豊が実堯と通綱を襲撃し、通綱は襲撃時に腕に受けた矢傷が悪化して居城の山之城で死去したとされる。長男の弥次郎も義豊によって稲村城で殺害されたが、次男の時茂は難を逃れて山之城に逃げ帰ったという。一説には、古傷の悪化によって稲村城に登城しなかった通綱は殺害を免れたものの、脱出して山之城に逃げ込んだ直後に無理な移動が祟ってそのまま危篤状態となり死亡したとする伝承もある。